# Missy Rayder
Melissa Rayder, detta Missy (River Falls, 21 giugno 1978), è una supermodella statunitense.

## Carriera
Nata a River Falls nel Wisconsin, Missy Rayder debutta sulle passerelle di Milano e Parigi nel 1997, sfilando per Chloé, Costume National, Trussardi e altri. Nel 2000 il New York Times parla di lei e di sua sorella Frankie Rayder come delle "famose sorelle Rayder". Le due sorelle sono comparse insieme nella copertina di maggio 2000 di Harper's Bazaar. La Rayder è considerata una delle più importanti modelle dell'agenzia di moda Elite Model Management di New York.  Nel settembre 2002, si rasa i capelli e le sopracciglia, su richiesta di Steven Meisel per sfilare sulle passerelle di New York per Marc Jacobs. Nei mesi seguenti è sulle copertine di Vogue Germania (ottobre) e Vogue Italia (novembre). La Rayder in totale comparirà sette volte sulla copertina di Vogue Italia. Nel 2006 è stata nominata da Harper's Bazaar come una delle donne meglio vestite
Altre sue importanti copertine sono state Elle Francia ed Elle Italia, Marie Claire Francia, Mixt(e), Oyster e Surface. Invece fra le campagne pubblicitarie che l'hanno vista protagonista si possono citare Ann Taylor, Balenciaga, Barneys New York, Bulgari, Burberry, David Yurman, Escada, GAP, Jean Paul Gaultier, Kenneth Cole, Missoni, Moschino, Nordstrom, Prada e Vera Wang.

## Agenzie
- IMG Models - New York, Parigi
- Elite Model Management - New York
- Models 1 Agency
- Viva Models - Paris
- Why Not Model Agency
- DNA Model Management
- 2pm Model Management - Danimarca